# Eucopiocera rubripes
Eucopiocera rubripes är en insektsart som beskrevs av Bruner, L. 1908. Eucopiocera rubripes ingår i släktet Eucopiocera och familjen gräshoppor. Inga underarter finns listade i Catalogue of Life.